# マルコ・ペッレグリーノ
マルコ・ペッレグリーノ（Marco Pellegrino、2002年7月18日 - ）は、アルゼンチン・ブエノスアイレス出身のサッカー選手。ボカ・ジュニアーズ所属。ポジションはDF。

## 経歴

### CAプラテンセ
2023年1月1日、ユースからトップチームへ昇格。2023年3月14日、プリメーラ・ディビシオン第7節ベレス・サルスフィエルド戦にてスタメン出場を果たしトップチームデビュー、同7月30日、リーグ最終戦の第27節ヒムナシア・ラ・プラタ戦にてアディショナルタイムにプロ初得点となる同点ゴールを決めた。

### ACミラン
2023年8月22日、ACミランに移籍した。契約期間は2028年6月30日までの5年間。2023年10月29日、セリエA第10節SSCナポリ戦において前半19分に負傷したピエール・カルルと交代してセリエAデビューを果たすも、後半87分に負傷し、アレッサンドロ・フロレンツィと交代した。
2024年2月1日、USサレルニターナ1919に2024年6月30日までのレンタルで移籍した。
2024年8月10日、母国アルゼンチンのクラブ、CAインデペンディエンテへ2025年6月30日までのレンタルで契約を締結した。
2025年1月18日、CAインデペンディエンテへのレンタル契約の早期終了、CAウラカンへ2025年6月30日までのレンタルで移籍した。

### ボカ・ジュニアーズ
2025年6月10日、CAウラカンへのレンタル契約の早期終了、ボカ・ジュニアーズへ完全移籍した。契約期間は2029年6月30日まで。